# 권한 부여

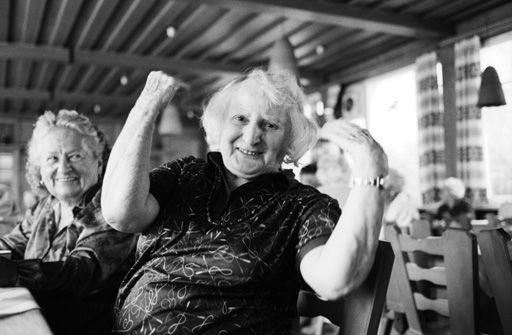

권한 부여(empowerment)는 사회학, 경제학, 정신학, 정치 등에서 사용하는 용어이며, 조직 현장의 구성원에게 업무 재량을 위임하고 자주적이고 주체적인 체제 속에서 사람이나 조직의 의욕과 성과를 이끌어 내기 위한 ‘권한부여’, ‘권한이양’을 말한다. 최근 고객 니즈에 대한 신속한 대응과 함께 구성원이 직접 의사결정에 참여하여 현장에서 개선/변혁이 신속 정확하게 이루어지기 위해서 활용도가 높아지고 있다.

## 같이 보기
- 시민과학
- 분권화
- 위임
- 학습된 무기력
- 자조론
- 긍정심리학
- 자기소유권
- 권력
- 소수 권리
- 여성의 권리

## 참고 문헌
- 「사회복지 프로그램 개발론」, 정무성 저, 학현사 (2009년)